# ليام ويلسون
ليام ويلسون (بالإنجليزية: Liam Wilson)‏ هو موسيقي أمريكي، ولد في 22 ديسمبر 1979 في فيلادلفيا في الولايات المتحدة.

## وصلات خارجية
- ليام ويلسون على موقع IMDb (الإنجليزية)
- ليام ويلسون على موقع ميوزك برينز (الإنجليزية)
- ليام ويلسون على موقع أول ميوزيك (الإنجليزية)
- ليام ويلسون على موقع ديسكوغز (الإنجليزية)